# Symetria skośna
Symetria skośna – powinowactwo osiowe o skali {\displaystyle s=-1.} Afiniczne uogólnienie symetrii osiowej.

## Definicja
Niech będą dane oś powinowactwa {\displaystyle k} i kierunek powinowactwa {\displaystyle l} nierównoległy do osi {\displaystyle k.}
Obrazem dowolnego punktu {\displaystyle X\notin k} jest punkt {\displaystyle X'} taki, że
- punkty {\displaystyle X,\;X'} leżą po przeciwnych stronach osi {\displaystyle k,}
- punkty {\displaystyle X,\;X'} leżą w jednakowej odległości od osi {\displaystyle k.}
- prosta {\displaystyle {\text{pr}}(XX')} jest równoległa do kierunku {\displaystyle l,}

Obrazem dowolnego punktu {\displaystyle X\in k} jest punkt {\displaystyle X.}

## Własności
- Symetrie skośne generują grupę przekształceń ekwiafinicznych, tj. przekształceń afinicznych zachowujących pole figur.
- Dla dowolnych dwóch trójkątów o równych polach można znaleźć symetrię skośną lub złożenie 2 albo 3 symetrii skośnych, które przekształca jeden z tych trójkątów na drugi.